# Minsheng
Minsheng (kinesiska: 民胜镇, 民胜) är en köping i Kina. Den ligger i provinsen Sichuan, i den sydvästra delen av landet, omkring 330 kilometer nordost om provinshuvudstaden Chengdu. Antalet invånare är 19 065. Befolkningen består av 9 495 kvinnor och 9 570 män. Barn under 15 år utgör 17,0 %, vuxna 15-64 år 70 %, och äldre över 65 år 11,0 %.
Genomsnittlig årsnederbörd är 1 649 millimeter. Den regnigaste månaden är juli, med i genomsnitt 310 mm nederbörd, och den torraste är december, med 10 mm nederbörd.